# Mormonizm w Indiach
Mormonizm w Indiach – obecność i struktury wyznań należących do ruchu świętych w dniach ostatnich w Indiach.
Obecność tej tradycji religijnej na terytorium Indii sięga epoki kolonialnej. Kraj ten znalazł się wśród obszarów najwcześniej objętych aktywnością misyjną przez świętych w dniach ostatnich w Azji. Pierwsza gmina mormońska powstała w Kalkucie w 1851. Wczesne mormońskie wysiłki misyjne w zasadzie nie przyniosły większych rezultatów. Po ich formalnym zakończeniu w 1856 do Utah, w ramach sponsorowanej przez Kościół Jezusa Chrystusa Świętych w Dniach Ostatnich akcji kolonizacyjnej wyemigrowało około 20 osób. Obecność tego kościoła, głównej denominacji mormońskiej, w Indiach nie odznacza się ciągłością. Zaczęła się zwiększać dopiero po reformach rynkowych w tym kraju z początku lat 90. XX stulecia. W 2022 w Indiach żyło około 15 tysięcy członków Kościoła Jezusa Chrystusa Świętych w Dniach Ostatnich.
Wierni zrzeszeni w Kościele Jezusa Chrystusa Świętych w Dniach Ostatnich nie stanowią większości indyjskich wyznawców mormonizmu. Bardzo istotną częścią indyjskiej społeczności świętych są wierni Społeczności Chrystusa, do 2001 znanej jako Zreorganizowany Kościół Jezusa Chrystusa Świętych w Dniach Ostatnich. Skupieni są przede wszystkim we wschodnioindyjskim stanie Orisa i przynależą do klasyfikowanego jako ludność plemienna ludu Sora. Społeczność Chrystusa liczy w Indiach około 15 tysięcy wiernych.
W Indiach funkcjonuje także szereg innych, relatywnie niewielkich kościołów odwołujących się w swojej doktrynie do nauk Josepha Smitha. Swych wiernych w Indiach ma także Kościół Jezusa Chrystusa, relatywnie niewielka wspólnota, której członków nazywa się niekiedy bikertonitami. W ekspansję i, co za tym idzie, wysiłki ewangelizacyjne w Indiach zaangażował się też Kościół Chrystusa – Obszar Świątyni. Członkowie tego Kościoła w potocznym języku określani są jako hedrikici. Przywrócony Kościół Jezusa Chrystusa, grupa założona przez Stanleya M. Kinga w 1970, po oddzieleniu się od Społeczności Chrystusa odniosła w kraju znaczący choć w zasadzie krótkotrwały sukces. U szczytu swej popularności miała przeszło 25 tysięcy wiernych, skupionych w stanie Andhra Pradesh. W mieście Jagampeta posiadała sierociniec, bibliotekę i aptekę. Kościół ten przestał wszakże istnieć, a większość jego indyjskich członków przeszła do innych denominacji mormońskich.
Księga Mormona została przetłumaczona na kilka języków indyjskich. Kościół Jezusa Chrystusa Świętych w Dniach Ostatnich wydał ją w hindi (1982), telugu (2000), języku tamilskim (2000), w urdu (2007) oraz w języku nepalskim (2017). Kościół Jezusa Chrystusa natomiast wydał ją pod zmienionym tytułem w językach tamilskim oraz nepalskim.